# Brasiloide
O cargueiro  Brasilóide  foi um navio mercante brasileiro afundado na madrugada do dia 18 de fevereiro de 1943, pelo submarino alemão U-518, no litoral do estado da Bahia, ao norte de Salvador, na região do Farol Garcia d´Ávila.
Consistiu no vigésimo-sétimo navio brasileiro atacado na Segunda Guerra e o primeiro a ser afundado naquele ano. Pertencia ao Lloyd Brasileiro e era comandado pelo Capitão-de-Longo-Curso Eurico Gomes de Souza. Não houve mortes.

## O navio e sua história
O Brasilóide foi um dos maiores e também um dos mais modernos navios do Lloyd Brasileiro a ser torpedeado na Segunda Guerra. Fora construído em 1936, no estaleiro Howaldtswerke AG, em Hamburgo, na Alemanha. Depois de seu lançamento, foi batizado Montevideo.
Possuía 136,1 metros de comprimento, 18,7 metros de largura e 7,25 metros decalado (Nesse quesito, algumas fontes indicam um calado de 9,10 metros.). Feito com casco de aço, possuía um motor a diesel de oito cilindros, com uma potência de 3.500 HP, o que lhe permitia alcançar a velocidade de 13 nós.
À época da eclosão do conflito, o navio, operado pela Hamburg Sud, encontrava-se retido no porto brasileiro de Rio Grande, tendo em vista o bloqueio imposto pelos aliados.
Com o afundamento dos navios brasileiros, ao longo de 1942, bem como a ruptura das relações diplomáticas e a subsequente declaração de guerra ao Eixo, o navio foi formalmente confiscado pelo governo brasileiro em 24 de agosto de 1942, através do Decreto-Lei nº 4.611, e rebatizado de Brasilóide, passando sua propriedade ao Lloyd Brasileiro, na ocasião, novamente uma empresa estatal.

## O afundamento
O navio, comandado pelo Capitão-de-Longo-Curso Eurico Gomes de Souza e com uma carga de sal, fibras de algodão e produtos têxteis, havia partido sem escolta, no dia 17 de fevereiro, de Maceió com destino a Salvador, na Bahia, em uma viagem de apenas 200 milhas.
Apesar da substancial melhora no sistema de defesa anti-submarina na costa do Brasil, os submarinos do Eixo, mesmo sem a antiga eficiência, ainda atuavam no Atlântico Sul.
Às 4:15 da madrugada do dia 18 de fevereiro, pelo Horário da Europa Central, os vigias a bordo do navio haviam divisado, a bombordo, a silhueta de um objeto, porém, prejudicados pela escuridão da noite, não puderam precisar se era realmente um submarino.
Uma hora mais tarde, as dúvidas foram dissipadas, quando o rastro de um torpedo foi visto a bombordo, que logo atingiu o porão nº 3. Com o impacto, o navio logo parou e, então, o comandante Eurico deu a ordem para o abandono imediato do navio, que foi realizado em perfeita ordem, apesar da rápida submersão da embarcação. O navio foi a oitava vítima do submarino U-518, comandado pelo Capitão-Tenente Friedrich-Wilhelm Wissmann.
A tripulação usou dois barcos salva-vidas e um bote. Nos barcos salva-vidas, os náufragos ainda puderam avistar o submarino disparar mais outro torpedo, que atingiu o navio na altura do mesmo porão nº 3, porém, pelo lado oposto, estibordo. Com esse segundo impacto, a estrutura do Brasilóide partiu-se em duas, afundando a proa em primeiro lugar. Logo depois, um terceiro torpedo atingiu a popa que se manteve à tona por algum tempo. Inapelavelmente, os restos do navio desapareceram sob as águas, ainda produzindo um ruído sibilante, a cinco milhas (aprox. 9 Km) do litoral, ao largo do farol Garcia d´Ávila, 60 quilômetros ao norte de Salvador, Bahia.
Os barcos salva-vidas podiam ser manejados à vela, porém, como os ventos na ocasião não tinham força suficiente para movimentá-los, os náufragos decidiram remar até a costa, onde chegaram exaustos, por volta das 14h30 daquele mesmo dia. O Brasilóide ainda não tinha sido armado pela Marinha, e apesar da perda de um moderno navio, com pouco mais de seis anos de uso, todos os tripulantes, incluindo quatro passageiros, conseguiram sobreviver.